# Pnoepyga immaculata
La ratina inmaculada (Pnoepyga immaculata) es una especie de ave en la familia Pnoepygidae, propia del subcontinente indio.

## Distribución y hábitat
Se lo encuentra en Uttarakhand (norte de India) y Nepal. Su hábitat natural son los bosques templados, y los bosques montanos húmedos tropicales.